# Alena Mornštajnová
Alena Mornštajnová (* 24. června 1963 Valašské Meziříčí) je česká spisovatelka a překladatelka, členka PEN klubu. K jejím nejvýznamnějším dílům patří romány Hana (2017), za nějž získala několik ocenění, a Tiché roky (2019).

## Život
Narodila se v Hranicích, ale většinu života žije ve Valašském Meziříčí. Vystudovala gymnázium ve Valašském Meziříčí; poté se pokusila dostat na překladatelský a tlumočnický obor Filozofické fakulty Univerzity Karlovy, na školu však před revolucí nebyla přijata. Rozhodla se pro roční pomaturitní studium, v rámci kterého vykonala všeobecnou státní zkoušku z anglického a ruského jazyka. Znovu se přihlásila ke studiu, opět však nebyla přijata. Během mateřské dovolené vystudovala dvouleté pomaturitní studium. Po skončení mateřské dovolené jí na škole, kde studovala, byla nabídnuta práce učitelky anglického jazyka; při této práci zahájila vysokoškolské studium angličtiny a češtiny. Na vysokou školu nastoupila až po revoluci. Překládat začala až po dokončení školy. Spolu s překladatelskou činností stále vyučovala a vedla soukromé jazykové kurzy. V roce 2007 dostala nabídku práce na jazykové škole. Zde následně učila do roku 2013, kdy vydala svou prvotinu Slepá mapa.
Od roku 2018 se věnuje pouze psaní knih.

## Ocenění
- 2017 Hana – Kniha roku
- 2018 Hana – Cena poroty, Cena studentů, Česká kniha
- 2019 Tiché roky – vítěz hlavní kategorie Český bestseller, Kniha roku[5]
- 2019 Tiché roky – vítěz ankety Čtení tě mění v kategorii próza i v hlavní kategorii kniha roku
- 2019 Tiché roky – třetí místo v anketě Lidových novin Kniha roku 2019
- 2022 Listopád – Cena Česká kniha

## Dílo
Psát začala v roce 2000, první kniha Slepá mapa vyšla roku 2013 v nakladatelství Host.
- Slepá mapa (2013) – románová prvotina, kterou autorka psala od roku 2000; vyšla v červnu roku 2013. Vypráví příběh tří generací žen, Anny, Alžběty a Anežky, a vlivu dějinných událostí na jejich životy a reakce tří rozdílných mentalit od rakousko-uherské ženské podřízenosti přes prvorepublikovou emancipaci až po tragickou rozpolcenost dvou sester, z nichž jedna se provdala za Němce, který narukoval do války a druhá se cítila být opuštěna německým Židem, který emigroval do Ameriky a poslal jí v dopise letenku, kterou její sestra nevědomky zničila, a proto se ona z pragmatismu provdala za kamaráda z dětství, aby oba nemuseli odejít na nucené práce do Říše. Tato prvotina byla velmi příznivě přijata čtenáři i kritiky, a proto se dostala do užší nominace na cenu Česká kniha 2014.[7][8]
- Hotýlek (2015) – Rodinný příběh, který se odehrává během 20. století a soustředí se na malý hotel, jehož majitelé se živí nejen ubytováním, ale i diskrétními, nelegálními službami pro prominentní hosty. Hlavní postavou je Václav Mánes, vnuk zakladatele hotýlku, jehož život je poznamenán tragédiemi, nešťastnými událostmi a rodinnými problémy, včetně války, ztráty blízkých, nevěr a psychických nemocí.
- Hana (2017) – V pořadí třetí a nejznámější román autorky. Pojednává o epidemii břišního tyfu ve Valašském Meziříčí v roce 1954 a promítá tematiku holocaustu. Tato kniha též existuje v audio verzi, namluvila ji Lenka Vlasáková. Do roku 2022 byla práva na překlad knihy prodána do 23 zemí.[7] Připravuje se filmové zpracování.
- Strašidýlko Stráša (2018) – kniha pro děti.[3] O strašidýlku, které se bojí i zvuku svého jména.[4]
- Tiché roky (2019) – Román sleduje osudy jedné rodiny v Československu od první republiky po 90. léta. Hlavní postavou je Bohdana, zakřiknuté dítě, které pátrá po své minulosti, aby zjistila více o své rodině a o svých kořenech. Postupně odhaluje složité vztahy mezi jejími rodiči – otcem, který je mrzutý a sadistický, a matkou, jež je jemná a obětavá. Kniha se zaměřuje na vnitřní konflikty jednotlivců a jejich vztah k historickým událostem.
- Listopád (2021) – Román zkoumá alternativní historii, v níž komunisté v roce 1989 neodstoupili a zůstali u moci. Příběh se soustředí na životy lidí v této dystopické realitě, kde socialismus přetrvává desetiletí. Hrdinkou je žena jménem Marie, jejíž děti byly uvězněny za účast na demonstracích a ona sama strávila 15 let ve vězení. Kniha zobrazuje nejen politickou represi, ale také každodenní život v socialistické společnosti, která je plná šedi a beznaděje.
- Kapka Ája (2022) – Dětská kniha sleduje příběh malé kapky Áji, která jde poprvé do školy pro kapky. V prostředí, kde se kapky učí o koloběhu vody, prožívá dobrodružství spojená s holčičími vztahy, kamarádstvím a šikanou. Ája, nejmenší kapka ve třídě, se musí vyrovnat s nelehkou situací, kterou zkomplikuje její spolužačka Dája. Příběh zahrnuje vtipné situace, slovní hříčky a poučení o vodním cyklu. Kapky se setkávají s řadou výzev, a během svého dobrodružství se vzájemně sbližují a vytváří duhu. Kniha je doplněna barevnými ilustracemi Galiny Miklínové a nabízí dětem nejen zábavu, ale i vzdělání o vodním koloběhu.
- Teribear: Tajemství modré krabice (2022) – Kniha pro děti vypráví příběh červeného medvídka Teriho, kterého najde veverka Simonka v modré krabici na zahradě. Společně začnou hledat místo, kde by Teri mohl bydlet, což se promění v dobrodružství plné objevování, přátelství a spolupráce. Příběh se zaměřuje na témata hledání domova, odvahy a vzájemné pomoci. Zvířecí postavy, jako veverka nosící brýle nebo medvídek jezdící na koloběžce, mají lidské rysy a jsou součástí pohádky, která děti učí cenným životním lekcím.
- Les v domě (2023) – Psychologický román, který vypráví příběh školačky z prostředí plného lží a polopravd. Vypravěčka, nyní dospělá, vzpomíná na své dětství, kdy vyrůstala v rodině, kde lži a manipulace formovaly její život. Příběh sleduje její vztah s matkou, babičkou, nejlepší přítelkyní Monikou a dalšími postavami, včetně temného motivu lesa, který symbolizuje nevyhnutelnou záhubu. Román je postaven na antické tragédii, kde malá lež spustí řetězec neodvratitelných událostí.
- Čas vos (2025) – Příběh sleduje Báru, která se vrací do města svého dětství a opravuje starý dům, a Ptáčníka, samotáře, který místo opravy svého domu raději pozoruje ptáky. Příběhy obou postav se pomalu proplétají, aby nakonec odhalily nečekané pouto, které sahá do jejich minulosti. Kniha se soustředí na vnitřní svět postav, jejich bolest a osamění, a ukazuje, jak těžké je překonat minulost a otevřít se druhým.

Knihy Slepá mapa, Hotýlek, Hana, Listopád, Strašidýlko Stráša a Tiché roky byly načteny pro Český rozhlas Dvojka v pořadech Četba na pokračování a Hajaja. Všechny knihy vyšly zároveň jako audioknihy péčí nakladatelství OneHotBook.
Její knihy vycházejí v nakladatelství Host a Albatros, prodej práv do zahraničí Dana Blatná Literary Agency.
Všechny knihy vycházejí i v zahraničí.

### Povídky
Autorka přispívá povídkami do povídkových souborů nakladatelství Listen a do literárních časopisů.
- Mladý pošetilec, povídka v knize Krvavý Bronx, 2020
- Domů, povídka, která vyšla v knihách Co se stane dál, 2022 a Povídky na doma, 2022